# المتحف البريطاني
المتحف البريطاني (بالإنجليزية British Museum) في منطقة بلومزبري بلندن، المملكة المتحدة، هو متحف ومؤسسة عامة مكرسة لتاريخ البشرية والفن والثقافة. تعد مجموعة المتحف الدائمة التي تضم حوالي ثمانية ملايين عمل فني من بين الأكبر والأكثر شمولاً في العالم، وجرى جمع أغلبها خلال عصر الإمبراطورية البريطانية. يوثق المتحف قصة الثقافة البشرية من بدايتها حتى الوقت الحاضر. وهو أقدم متحف وطني عام في العالم. يعد مبنى المتحف من أبرز الأمثلة على طراز الإحياء الإغريقي.
تأسس المتحف البريطاني عام 1753، واستند إلى حد كبير إلى أعمال الطبيب والعالم الأيرلندي السير هانز سلون. افتتح لأول مرة للجمهور في 1759، في مونتاجو هاوس، في موقع المبنى الحالي. كان توسعه على مدى السنوات الـ250 التالية إلى حد كبير نتيجة لتوسع الاستعمار البريطاني وأدى ذلك إلى إنشاء العديد من المؤسسات الفرعية، أولها متحف التاريخ الطبيعي في عام 1881.
في عام 1973، فصل قانون المكتبات البريطانية لعام 1972 قسم المكتبة عن المتحف البريطاني، لكنه استمر في استضافة المكتبة البريطانية المنفصلة في نفس غرفة القراءة ومبنى المتحف حتى عام 1997. المتحف هيئة عامة غير وزارية ترعاها إدارة الرقمية والثقافة والإعلام والرياضة، وكما هو الحال مع جميع المتاحف الوطنية في المملكة المتحدة، لا يتقاضى أي رسوم للدخول، باستثناء بعض المعارض الخاصة.

هناك جدل دولي كبير بسبب امتلاك المتحف لبعض من أشهر القطع التي تعود أصولها إلى دول أخرى، وعلى الأخص في حالة رخام إلجين اليوناني وحجر رشيد المصري.

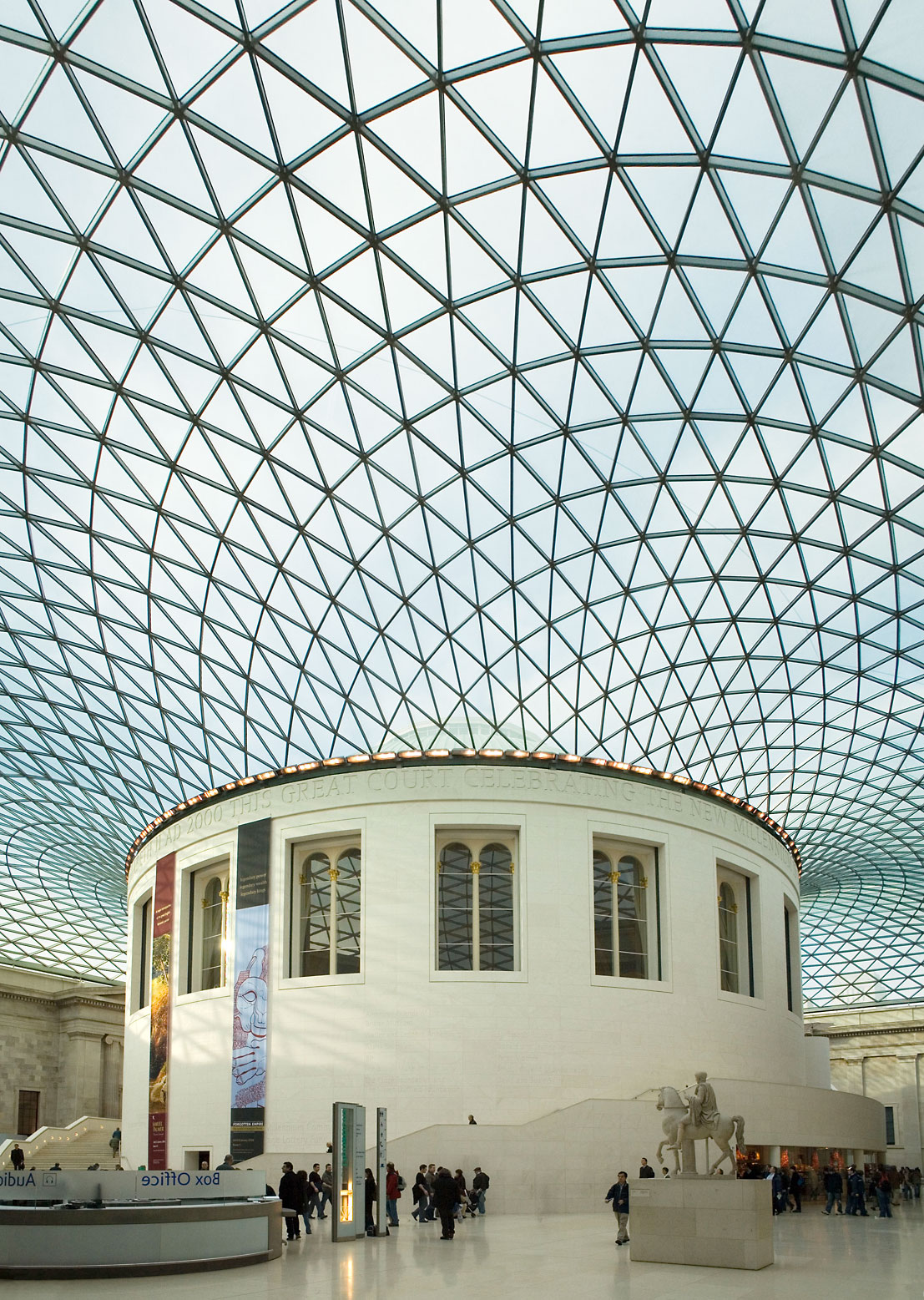
سقف القاعة الرئيسية

كما يحتوي المتحف على أكبر كنز من الذهب والفضة الرومانى القديم المكتشف في بريطانيا الرومانية وهو كنز هوكسن.

## نبذة تاريخية

### السير هانز سلون
على الرغم من أن المتحف البريطاني اليوم هو في الأساس متحف للقطع الفنية الثقافية والآثار، لكنه تأسس باعتباره متحفًا عالميًا. وتكمن أسسه في وصية الطبيب وعالم الطبيعة الإنجليزي الأيرلندي السير هانز سلون (1660-1753)، وهو طبيب وعالم من أولستر مقيم في لندن. خلال حياته، وخاصة بعد زواجه من أرملة مزارع جامايكي ثري، جمع سلون مجموعة كبيرة من التحف، ولم يرغب في رؤية مجموعته تندثر بعد وفاته، فأوصى بها للملك جورج الثاني، لصالح الأمة، بمبلغ 20 ألف جنيه إسترليني.
في ذلك الوقت، تكونت مجموعة سلون من نحو 71,000 قطعة من جميع الأنواع بما في ذلك نحو 40,000 كتاب مطبوع، و7000 مخطوطة، وعينات واسعة من التاريخ الطبيعي من بينها 337 مجلدًا من النباتات المجففة، والمطبوعات والرسومات بما في ذلك تلك التي رسمها ألبرخت دورر، والآثار من السودان، ومصر، واليونان، وروما، والشرق الأدنى، والشرق الأقصى القديم، والأمريكيتين.

### التأسيس (1753)
في السابع من يونيو 1753، أعطى الملك جورج الثاني موافقته الملكية على قانون مجلس النواب الذي أنشأ المتحف البريطاني. أضاف قانون المتحف البريطاني لعام 1753 أيضًا مكتبتين أخريين إلى مجموعة سلون، وهما مكتبة كوتونيان التي جمعها السير روبرت كوتون والتي يعود تاريخها إلى العصر الإليزابيثي، ومكتبة هارليان، وهي مجموعة إيرلز أكسفورد. وانضمت إليهما في عام 1757 المكتبة الملكية القديمة، والتي تُعرف الآن باسم المخطوطات الملكية، وقد جُمعت بواسطة عدة ملوك بريطانيين. تضمنت هذه المجموعات التأسيسية الأربع معًا العديد من الكتب الأكثر قيمة الموجودة الآن في المكتبة البريطانية بما في ذلك أناجيل ليندسفارن والمخطوطة الوحيدة الباقية لبيوولف.

### خزانة التحف (1753–1778)
قرر مجلس الأمناء اختيار قصر مونتاغو الذي يعود تاريخه إلى القرن السابع عشر ليكون موقعًا للمتحف، والذي اشتراه من عائلة مونتاغو مقابل 20 ألف جنيه إسترليني. ورفض مجلس الأمناء قصر باكنغهام، الذي تحول فيما بعد إلى قصر باكنغهام الحالي، بسبب تكلفته وموقعه غير المناسب.
مع الاستحواذ على قصر مونتاغو، افتُتحت أول صالات العرض وقاعة القراءة للعلماء في 15 يناير 1759. في هذا الوقت، كانت أكبر أجزاء المجموعة هي المكتبة، التي احتلت غالبية الغرف في الطابق الأرضي من قصر مونتاغو، وأشياء التاريخ الطبيعي، التي احتلت جناحًا كاملًا في الطابق الثاني من المبنى. في عام 1763، وظف أمناء المتحف البريطاني، تحت تأثير بيتر كولنسون وويليام واتسون، الطالب السابق لكارل لينيوس، دانييل سولاندر، لإعادة تصنيف مجموعة التاريخ الطبيعي وفقًا لنظام لينيوس، مما جعل المتحف مركزًا عامًا للتعلم في متناول مجموعة كاملة من مؤرخي الطبيعة الأوروبيين. في عام 1823، أعطى الملك جورج الرابع مكتبة الملك التي جمعها جورج الثالث، ومنح مجلس النواب الحق في الحصول على نسخة من كل كتاب منشور في البلاد، مما ضمن توسع مكتبة المتحف إلى أجل غير مسمى. خلال السنوات القليلة التي تلت تأسيسه، تلقى المتحف البريطاني العديد من الهدايا الإضافية، بما في ذلك مجموعة توماسون من منشورات الحرب الأهلية ومكتبة دايفيد جاريك التي تضم 1000 مسرحية مطبوعة. بدأت هيمنة التاريخ الطبيعي والكتب والمخطوطات في التضاؤل عندما حصل المتحف في عام 1772 مقابل 8410 جنيهات إسترلينية على أولى القطع الأثرية المهمة في أول مجموعة من المزهريات اليونانية للسير ويليام هاملتون.

### خمول وطاقة (1778-1800)
ابتداءً من عام 1778، عرضت مجموعة من الأشياء القادمة من بحار الجنوب، التي جلبها الكابتن جيمس كوك خلال رحلاته حول العالم ورحلات مستكشفين آخرين، مما أثار إعجاب الزوار بإلقاء نظرة على أراضٍ غير معروفة من قبل. ساهمت وصية مجموعة من الكتب، والجواهر المنقوشة، والعملات، والمطبوعات، والرسومات التي قدمها كلايتون مورداونت كراشيرود في عام 1800 في تعزيز سمعة المتحف بشكل كبير. ولكن مع مرور الوقت، أصبح قصر مونتاغو مزدحمًا ومتهالكًا بشكل متزايد، وكان من الواضح أنه لن يكون قادرًا على استيعاب التوسع المستقبلي.
أول إضافة بارزة لمجموعة الآثار في المتحف منذ تأسيسه جاءت من السير ويليام هاملتون (1730–1803)، السفير البريطاني في نابولي، الذي باع مجموعته من القطع الأثرية اليونانية والرومانية للمتحف في عام 1784، إلى جانب عدد من الآثار الأخرى وعينات من التاريخ الطبيعي. تشير قائمة التبرعات المقدمة إلى المتحف بتاريخ 31 يناير 1784 إلى وصية هاملتون التي تضمنت «قدمًا ضخمة لأبولو مصنوعة من الرخام». كانت هذه واحدة من اثنتين من القطع الأثرية في مجموعة هاملتون التي رسمها له فرانشيسكو بروجيني، وهو تلميذ بييترو فابريس، الذي ساهم أيضًا بعدد من الرسومات لجبل فيزوف التي أرسلها هاملتون إلى الجمعية الملكية في لندن.

### نمو وتغيير (1800-1825)
في أوائل القرن التاسع عشر، بدأ وضع الأساس لمجموعة واسعة من المنحوتات، وكانت القطع الأثرية اليونانية والرومانية والمصرية تهيمن على معروضات الآثار. بعد هزيمة الحملة الفرنسية في معركة النيل في عام 1801، حصل المتحف البريطاني على المزيد من المنحوتات المصرية، وفي عام 1802 قدم الملك جورج الثالث حجر رشيد -المفتاح لفك رموز الهيروغليفية. وضعت الهدايا والمشتريات من هنري سولت، القنصل العام البريطاني في مصر، بدءًا من تمثال رمسيس الثاني الضخم في عام 1818، الأساس لمجموعة المنحوتات الأثرية المصرية. تبع ذلك العديد من المنحوتات اليونانية، ولا سيما أول مساحة عرض بُنيت لهذا الغرض، وهي مجموعة تشارلز تاونلي، التي كان معظمها منحوتات رومانية، في عام 1805. وفي عام 1806، نقل توماس بروس، إيرل إلغن السابع، سفير الإمبراطورية العثمانية منذ عام 1799 وحتى عام 1803، المجموعة الكبيرة من المنحوتات الرخامية من بارثينون، إلى أكروبوليس في أثينا، ونقلها إلى المملكة المتحدة. في عام 1816، استحوذ المتحف البريطاني على هذه التحف الفنية الغربية بموجب قانون برلماني وأودعها في المتحف بعد ذلك. واستكملت المجموعات بإفريز باساي من فيجاليا، اليونان في عام 1815. كما بدأت مجموعة الشرق الأدنى القديم في عام 1825 بشراء الآثار الآشورية والبابلية من أرملة كلوديوس جيمس ريج.
في عام 1802، تشكلت لجنة معمارية للتخطيط لتوسيع المتحف، وزادت الحاجة إلى التوسع بشكل أكبر بعد تبرع الملك جورج الثالث بمكتبته الشخصية، المعروفة بمكتبة الملك، في عام 1822. تضمنت المكتبة 65,000 مجلد، و19,000 كتيب، وخرائط، ورسومات طبوغرافية. كُلف المهندس المعماري الكلاسيكي الجديد، السير روبرت سميرك، بوضع خطط للتوسعة الشرقية للمتحف «لاستقبال المكتبة الملكية ومعرض للصور فوقها»، وقدم خططًا للمبنى الرباعي الحالي، الذي يمكن رؤية الكثير منه اليوم. هدِم قصر مونتاغو القديم المتهالك، وبدأ العمل في معرض مكتبة الملك في عام 1823. اكتمل الجناح الشرقي بحلول عام 1831. ومع ذلك، وبعد تأسيس المعرض الوطني في لندن عام 1824، لم تعد هناك حاجة إلى معرض الصور المقترح، وخصصت المساحة في الطابق العلوي لمجموعات التاريخ الطبيعي.
نُشر أول ملخص للمتحف البريطاني في عام 1808. وصف هذا الملخص محتويات المتحف، وعرض المعروضات غرفة بغرفة، ونُشرت إصدارات محدثة كل بضع سنوات.

### أكبر موقع بناء في أوروبا (1825-1850)
بينما ارتفع المبنى الكبير بأسلوب العمارة الكلاسيكية الجديدة الذي صممه السير روبرت سميرك تدريجيًا، تحول المتحف إلى موقع بناء نشط. سُلمت مكتبة الملك، الواقعة في الطابق الأرضي من الجناح الشرقي، في عام 1827، ووصفت بأنها واحدة من أرقى الغرف في لندن. على الرغم من أنها لم تُفتح بالكامل للجمهور حتى عام 1857، فقد رتِبت فتحات خاصة للزوار خلال المعرض الكبير عام 1851.

## علما وفنا وثقافة
تاريخ المتحف
•وعرض الأمر على البرلمان البريطاني الذي اقر في عام 1753 في عهد الملك جورج الثاني أن يدفع مبلغ 20 ألف جنية استرلينى لورثة الطبيب على أن يجعل من المجموعة نواة المتحف الذي عرف ألان باسم المتحف البريطاني والذي فتح أبوابه في 15 يناير 1759
.وكان المبنى الذي استعمل لذلك هو بيت Montague House.
•ومع إن الزيارة كانت في أول الأمر بدون رسم دخول إلا إنهم حرصوا على أن يعطى للزائر تذكرة لا يمر بدونها.
•وكان الزوار يحصلون على شرح من موظف مختص يقودهم بين ردهات المتحف. ومع مرور الزمن حدث شيئي من التراخي بالنسبة لشروط الدخول إلى أن سمح أخيرا للجمهور في عام 1879 بالدخول بدون تذكرة.
•وفى عام 1808 صدرت لائحة تنظيمية بشان زيارات الأجانب والفنانين للمتحف ويفهم منها أن المتحف كان مفتوحا للجمهور أيام الاثنين والثلاثاء والأربعاء والخميس.
•ولا يسمح بدخول أكثر من ثماني مجموعات في اليوم الواحد على أن لا يزيد عدد المجموعة الوحدة عن خمسون شخص.
•ولا يجوز للزائر أن يتحرك بدون تذكرة وفي صحبة أحد الموظفين من المتحف أو أحد الحراس. وقد خصص يوم الجمعة للزيارات الخاصة وكان من حينا لأخر يتم حجز المتحف كله لطلبة الأكاديمية الملكية البريطانية.
•وقد تركت معظم المعروضات بدون بطاقات شرح إلا في حالات قليلة جدا.
•ولم يتم طبع أول دليل للزوار إلا في عام 1808.
•وفى قرب نهاية القرن 19 ينشط المتحف في نشر الكتالوجات العلمية وبالتحديد في عام 1888. ومع مرور الوقت تزايدت مجموعات المتحف البريطاني بشكل كبير وكان من أشهرها ما دخل إليه تلك المجموعة المصرية التي استولى عليها الإنجليز بعد انتصارهم في موقعة أبو قير البحرية على الفرنسيين وأهم ما فيها بالطبع. حجر الرشيد.
•وتضم مكتبة المتحف العديد من الكتب القديمة والمخطوطات النادرة المطبوعة والخطية.
•موقعة أبي قير البحرية أو معركة النيل وقعت في صباح 2 أغسطس 1798 م بين الأسطول الفرنسي والأسطول الإنجليزي بقيادة نيلسون. وقد قدرت الخسائر الفرنسية إلى 1700 قتيلا بينهم نائب الأدميرال و3000 أسير، وكانت الخسائر البريطانية 218 قتيلا. أخذ الأسطول الإنجليزي يراقب الأسطول الفرنسي، ثم فاجأه في أبي قير وهزمه شر هزيمة، وكان من نتائجها أن أغرق الأسطول الفرنسي وقضي علي آمال فرنسا في تكوين إمبراطوريه فرنسيه. وكان من ضمن شروطها آن يسلم الفرنسيين كل القطع الأثرية المصرية للإنجليز ومن بينها حجر رشيد. بريشة دانيال ارم

## أقسام المتحف
•القسم المصري والقسم الآشوري والقسم اليوناني الروماني والقسم البريطاني وغيرها من أثار العصور الوسطى وأثار أخرى من الشرق الأدنى.

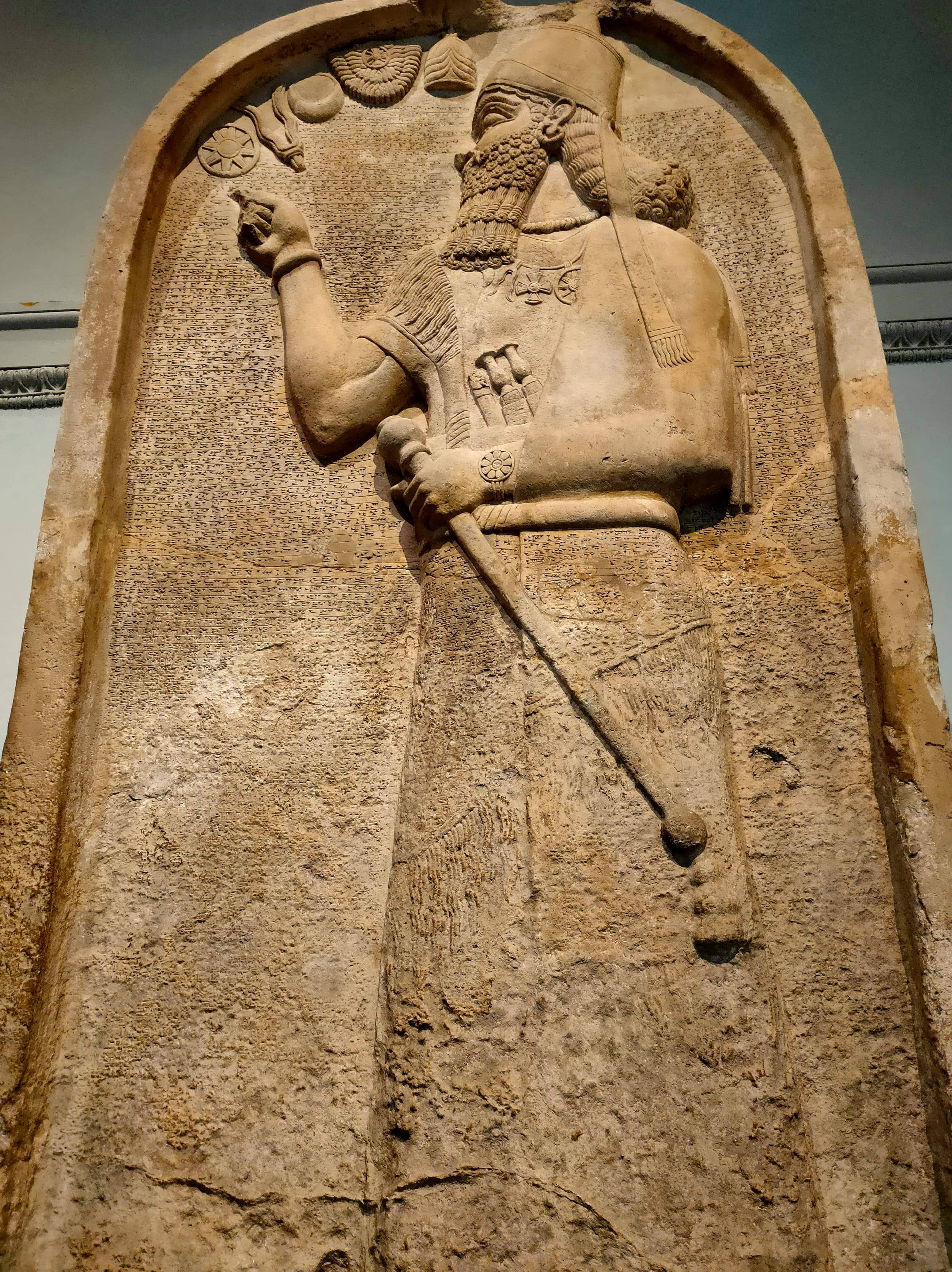
لوحة آشور ناصربال الثاني عبارة عن أثر ضخم من الحجر الجيري أقيم في عهد الملك آشور ناصربال الثاني. من مقتنيات المتحف البريطاني.

•هذا بالإضافة إلى متعلقات علم السلالات البشرية وعلم الحيوان وعلم النبات وعلم الجيولوجيا وعلم المعادن.
•وهناك قسم للطبع والتصوير ومعمل للبحث العلمي والتحاليل وبالإضافة إلى معامل الترميم والصيانة والإدارة والخدمات العامة.

## الملاحظات
1. ↑  Sculptures and applied art are in the متحف فكتوريا وألبرت؛ the British Museum houses earlier art, non-Western art, prints and drawings. Art of a later date is at تيت مودرن. The National Gallery holds the National Collection of Western European Art. تيت holds British Art from 1500 onwards.

## وصلات خارجية
- المتحف البريطاني على موقع IMDb (الإنجليزية)
- المتحف البريطاني على موقع الموسوعة البريطانية (الإنجليزية)
- الموقع الرسمي
 (بالإنجليزية)